# Sedated
«Sedated» — песня ирландского автора-исполнителя Хозиера, изданная 20 мая 2014 года в качестве третьего сингла дебютного студийного альбома Hozier. Она заняла третье место в чарте Irish Singles Chart.

## Композиция
«Sedated» — инди-рок песня, указанная как восьмой трек альбома, написанная Хозиером в одиночку. «Sedated» содержит упрощённый инструментарий с бодрящим фортепиано, мелодии госпел-хора и богатый, тёмный вокал, а текст изображает «аддиктивную любовь», предупреждая о «ползущих тенях, яде и разложении личности».

## Отзывы
Песня «Sedated» получила положительные отзывы музыкальных критиков. VultureHound описывает его «гимнический припев», заявляя, что «простота трека — это то, что стоит любить среди бомбардировки […] в современной музыке», а State называет «Sedated» «самой идеально реализованной песней, выпущенной в этом году», написав, что трек «переживается таким образом, что превосходит всё остальное в альбоме […] он действительно говорит сам за себя».

## Коммерческий успех
Песня заняла пятое место в чарте Billboard Ireland Digital Song Sales и третье место в ирландском хит-параде Irish Singles Chart.

## Чарты
| Чарт (2014)     | Высшая позиция |
| --------------- | -------------- |
| Ирландия (IRMA) | 3              |